# Im Niemandsland (1983)
Im Niemandsland ist ein Kinodokumentarfilm von Hans Andreas Guttner aus dem Jahr 1983, der dritte Teil der Pentalogie Europa – Eln transnationaler Traum. Der Film wurde in die Liste der 500 filmhistorisch wertvollen und förderungswürdigen Filme des Deutschen Kinemathekverbunds (Filmerbe) aufgenommen.

## Inhalt
Der Film zeigt türkische Jugendliche der zweiten Generation auf der Suche nach ihrer Identität: Zwischen den Kulturen, Deutschland und Türkei, schaffen sie für sich nach amerikanischem Vorbild die Ersatzwelt der „Ready Teddies“ – nach einem Elvis-Song –, die von Schauspielerkarrieren träumen, Rock ’n’ Roll tanzen, Karate üben und dann heilfroh sind, einen Job als Schneeräumer für die Nacht zu bekommen.

## Reflexion und Rezeption
„Unsere Dreharbeiten gleichen einer Odyssee durch eine finstere Halbwelt. Immer wieder steigen wir hinab in die Katakomben der Großstadt München, einen S-Bahnhof und ein musikberieseltes künstlich beleuchtetes Einkaufszentrum. Hier haben sich die Hauptfiguren des Films Reservate geschaffen, kleine Nischen außerhalb des Nationalitätenghettos. Was wir vermitteln wollen, aus der Sicht der Jugendlichen, ist ihr Alltag, ihr Lebensgefühl, ihre Hoffnungen und Träume.“

„Im Niemandsland habe ich sehr farbig gedreht. Die Buntheit der Bilder sollte die Konsumgesellschaft widerspiegeln, in der die Personen die Realisierung ihrer Träume versuchen. Denn U-Bahnstationen beispielsweise wirken, realistisch aufgenommen, nur isoliert und schmutzig. Unsere Darsteller erleben diese Orte aber anders. Deren Sicht haben wir mit Kamera und Licht auszudrücken versucht. So bin ich von einem oberflächlichen Naturalismus weg und hin zur Stilisierung der Traumwelt unserer Darsteller gekommen.“

„Diese heimatlose türkische Jugend, von der Kolonie erneut kolonialialisiert, zeigt die Auswirkungen (der Amerikanisierung) noch krasser, als es am Beispiel der gleichaltrigen Deutschen sichtbar werden kann. Am deutlichsten manifestiert es im Verhältnis zu den Frauen.“

 Die Widersprüche zwischen dem traditionellen System der Väter und dem, was wir Gleichberechtigung nennen, scheinen unauflöslich.

„IM NIEMANDSLAND geht weiter als ein Film über Türken in Deutschland, der zur statistischen Wirklichkeit Bilder und Statements protokolliert. An manchen Stellen bringt er diese Wirklichkeit zum Tanzen - … und die tanzt Rock’n’Roll.“

## Technische Details
- Format 16 mm, 1:1,37, Farbe
- Verleih Verleihgenossenschaft der Filmemacher.
- Uraufführung 4. Oktober 1983 (Internationale Filmwoche Mannheim), Kino: 6. Juli 1984 (Maxim-Kino, München)
- FBW Besonders wertvoll, Förderung Bundesminister des Innern, FFA Berlin